# Trzy zimy
Trzy zimy – tom poezji Czesława Miłosza wydany w 1936 r. przez Związek Zawodowy Literatów Polskich.
Tomik Trzy zimy, drugi zbiór wierszy poety wydany w okresie międzywojennym, zawiera utwory powstałe w latach 1932-1936, przeważnie w Wilnie, ale także w Paryżu, Krasnogrudzie i Suwałkach. Większość z nich ukazała się wcześniej na łamach czasopism: „Pion”, „Kamena”, „Droga”, „Kurier Wileński”, „Skamander”, „Środy Literackie” oraz „Sygnały”. Papier, czcionkę i okładkę wybrał sam autor. Jak podano w nocie wydawniczej, książka
została odbita w Drukarni Artystycznej „Grafika” w Wilnie pod kierunkiem Stanisława Turskiego w nakładzie 300 egz.

## Zawartość
Oprócz 17 wierszy poety w tomie znalazły się wolne przekłady poetyckie czterech utworów litewskiego poety, prozaika i tłumacza Kazimierza Boruty (Kazysa Boruty) (1905-1965), które współtłumaczył przyjaciel Miłosza Franciszek Ancewicz (Pranas Ancevičius) oraz dwóch wierszy innych poetów: Oskara Miłosza i Patryka de La Tour du Pina. Tom zamyka wiersz Do księdza Ch. poświęcony księdzu Ludwikowi Chomskiemu, prefektowi Miłosza w latach licealnych. O swoim nauczycielu religii pisał poeta również w utworze Ksiądz Ch., po latach w tomie „Nieobjęta ziemia”.

## Tytuł
Tytuł tomu można zrozumieć w sensie kronikarskim (trzy zimy pisania wierszy) jak i symbolicznym (natura człowieka i świata są tu nietknięte, a jedynie zagrożone „zamrożeniem”). W liście do Jarosława Iwaszkiewicza z 3 listopada 1936 r. Miłosz pisał:

Nie wiem też, jak się będzie nazywać – sądzę, że Trzy zimy (tzn. 1934-36), początkowo  chciałem po prostu Książka wierszy.

Ryszard Przybylski w komentarzu do Trzech zim stwierdzał: 

We wczesnej poezji Miłosza panuje lodowatość. Jak mróz strumień wody, tak wieczność zatrzymuje i skuwa strumień chwil. Mróz nie niszczy wody i wieczność nie niszczy czasu czy bytów. Zmienia tylko ich stan skupienia. Zatrzymuje w wiecznym bezruchu płynący strumień.

## Charakterystyka
W Trzech zimach odchodzi Miłosz od poezji awangardowej i społecznej. Staje się prorokiem-wizjonerem. Widoczne jest tu napięcie między wizją, obrazami kataklizmów, tajemniczymi proroctwami a rygorem, spokojną frazą i posągowością klasycyzmu. Obrazy i język odwołują się do nietrwałości rzeczy i świata oraz nieustannie przywołują pejzaż zimowy.  Poeta utożsamia katastrofę z całkowitym „zaprzestaniem” i zastygnięciem świata. Część wierszy z tego tomu, ze względu na ich hermetyczność, sam autor określił po latach „mediumiczno-surrealistycznymi”. Nowością była tu również traktowana w sposób głęboko osobisty sfera przeżyć religijnych i symboliki religijnej.

## W oczach krytyków
- Seweryn Pollak: „Czesław Miłosz stoi obecnie na rozdrożu, jeśli można się tak wyrazić – na przedprożu rozstajnych dróg. Zagubiony w bezsensie świata, przytłoczony oporem rzeczywistości,  sublimuje trapiące go zagadnienia chwili w zagadnienia tzw. wieczne – życia, śmierci, miłości, ze świata realnego ucieka w świat abstrakcyj i idej”.
- Władysław Sebyła: „Piękno, nowość i świeżość obrazowania pozwalają mi nazwać Trzy zimy najwybitniejszym zbiorem liryki w ostatnich latach”.
- Kazimierz Wyka: „Płomień gorzkiej młodości huczy w marmurze klasycznej dojrzałości artyzmu Miłosza. Płomień na ścianach zastygł, łopoty ognia skreśliły się w języki i narysy, huk zwęźlił się w skróty, jak dźwięk w nutę się zwęźla”.
- Stefan Napierski: „Jest to bezpośredni spór ze światem, przybrany w szatę symboliczną, w szyfr, w znaki trudne lub niemożliwe do całkowitego odczytania; to zmaganie się oburącz, dotykalne, jak napięte mięśnie ramion, odwieczna, wciąż się ponawiająca Jakubowa walka”.
- Gustaw Herling-Grudziński: „Nasze czasy! Kiedy odmienią się wreszcie na lepsze, poezja Czesława Miłosza będzie pięknym i przejmującym dokumentem ich trudności i oporności”.
- Józef Czechowicz: „Poeta jest smutny, przejrzały, gorzki i pełen zrozumienia ciężaru świata, jego chłodu, grozy i okrucieństwa. Istnienie ukazuje mu się w kształcie zim wczesnych a srogich. Wiadomo, że ziemia wabi pięknymi barwami i głosami, ale czymże jest to  wszystko na szalach, ważących sam sens istnienia?
- Ludwik Fryde: Czesław Miłosz to największy żyjący polski poeta, o skali talentu na poziomie Mickiewicza[4].

## Wydania polskie
- Trzy zimy, Warszawa – Wilno: Związek Zawodowy Literatów Polskich, 1936
- Ocalenie, Warszawa: Czytelnik, 1945 (bez przekładów poetyckich)
- Trzy zimy, Warszawa: Signum, 1980, 1981 (drugi obieg)
- Trzy zimy, Poznań: Wydawnictwo Centrum Informacyjnego NZS UAM, 1981 (drugi obieg)
- Poezje, t. 1, Paryż: Instytut Literacki, 1981
- Poezje, Warszawa: Czytelnik, 1981
- Wiersze, t. 1, Kraków: Wydawnictwo literackie, 1984, 1985, 1987
- Trzy zimy. Głosy o wierszach, Londyn: Aneks, 1987 (faksymile I wydania oraz komentarze)
- Wiersze, t. 1, Kraków: Znak, 1993, 2001
- Wiersze wszystkie, Kraków: Znak, 2011, 2015

## Reprint z komentarzami
Z okazji 50-lecia edycji Trzech zim (1986) wydawnictwo Aneks w Londynie wydało reprint ich pierwszego wydania,  pod red. Renaty Gorczyńskiej i Piotra Kłoczowskiego, opatrzony Głosami o wierszach. Eseje nie były wcześniej publikowane. Zamówiono je korespondencyjnie, autorzy więc nie znali nawzajem swoich tekstów. Analizy poszczególnych wierszy dokonało dwudziestu wybitnych krytyków.
- Jan Błoński, Przedsłowie, s. 59-60.
- Artur Międzyrzecki, „Ptaki”, s. 61-64.
- Krzysztof Dybciak, „Pieśń”, s. 65-69.
- Stefan Kisielewski, „Bramy arsenału”, s. 71-74.
- Marek Zaleski, „Hymn”, s. 75-79.
- Maria Janion, „Elegia”, s. 80-84.
- Ryszard Przybylski, „O młodszym bracie”, s. 85.
- Włodzimierz Bolecki, „O książce”, s. 89-92.
- Stanisław Barańczak, „Świty”, s. 92-101.
- Jan Kott, ***(„Ty silna noc”), s. 103-103.
- Jan Józef Lipski, „Kołysanka”, s. 104-106.
- Tomas Venclova, „Z wierszy bałtyckich”, s. 107-109.
- Renata Gorczyńska, „Wieczorem wiatr…”, s. 110-113.
- Aleksander Fiut, „Dialog”, s. 114-116.
- Jan Błoński, „Powolna rzeka”, s. 117-118.
- Adam Zagajewski, „Posąg małżonków”, s. 119-121.
- Wojciech Karpiński, „Obłoki”, s. 122-124.
- Jan Zieliński, „Symfonia listopadowa”, „Awanturnik”, s. 125-129.
- Michał Głowiński, „Roki”, s. 130-133.
- Irena Sławińska, „Do księdza Ch.”, s. 134-135.

## Wybrane recenzje
- Andrzejewski Jerzy, Jaką najciekawszą książkę przeczytałem w roku 1936, „Prosto z mostu” 1937, nr 9.
- Błoński Jan, Wzruszenie, dialog i mądrość, „Tygodnik Powszechny” 1980, nr 45.
- Czechowicz Józef, Uczeń marzenia. Rzecz o poezji Czesława Miłosza, „Pion” 1939, nr 8.
- Czernik Stanisław, „Okolica Poetów” 1937, nr 2.
- Domiński Henryk, Wiersze z trzech zim, poezja pesymizmu i buntu, „Kurier Poranny” 1937, nr 209.
- Fryde Ludwik, „Życie Literackie 1937, nr 2.
- Herling-Grudziński Gustaw, Granice poezji Czesława Miłosza, „Pion” 1939, nr 8.
- Jim, Trzej poeci, „Kurier Wileński” 1933, nr 90.
- Lubelska Magdalena, Dlaczego smoła ścieka po filarach mostu, „Brulion” 1988, nr 7-8, s. 191-193.
- Łaszowski Alfred, Renesans wileńskiego klasycyzmu, „Bluszcz” 1937, nr 11.
- Michalski Hieronim, Odmienna postawa, „Kultura” 1937, nr 24.
- Misiołek Edmund, Poetycki „bilans estetyzmu” Czesława Miłosza, „Verbum” 1937, nr 3.
- Napierski Stefan, Czesław Miłosz – „Trzy zimy” „Ateneum” 1938, nr 1.
- Pleśniewicz Andrzej, Poezje Czesława Miłosza, „Gazeta Polska” 1937, nr 80.
- Promiński Marian, Wiersze Miłosza, „Sygnały” 1937, nr 26.
- sp. (Seweryn Pollak), Apokalipsa w cuglach, „Nowa Kwadryga” 1937, nr 21.
- Troczyński Konstanty, Pesymizm integralny. Z powodu „Trzech zim” Czesława Miłosza, „Dziennik Poznański 1937, nr 21
- Waliszewska Marta, Z biblioteczki emigrantki, „Pogląd” (Berlin) 1987, nr 18(139), s. 64.
- Wyka Kazimierz, Płomień i marmur, „Pion” 1937, nr 21.
- Zawodziński Karol Wiktor, Liryka i epika wierszem, „Rocznik Literacki” 1936.
- Żakiej Tadeusz, Poezje, „Lwów Literacki” 1937, nr 5.